# Toxicocinética
Se define a la toxicocinética como el conjunto de fenómenos que experimenta el tóxico desde su entrada a un organismo hasta su eliminación.

## Diferencias entre farmacocinética y toxicocinética
Las principales diferencias se producen en los objetivos y métodos de cada uno. Mientras que la farmacocinética estudia conforme a protocolos e indicadores ya establecidos, la toxicocinética no puede disponer de ellos porque los compuestos tóxicos son impredecibles.[cita requerida] Otra diferencia es que la farmacocinética contribuye a la definición de la actividad de un medicamento, mientras que la toxicocinética busca los efectos de la exposición para predecir el riesgo y la tolerancia.

## Modelos compartimentales
Un modelo compartimental se produce cuando un producto no es retenido por ningún tejido y no presenta afinidad con él, sino que se difunde por toda la masa corporal. Sin embargo cuando el producto se distribuye de forma no homogénea, más lentamente y concentrándose más en unos tejidos que en otros entonces debemos saber que hay dos o más compartimentos:
- El central canaliza los procesos cinéticos. Aunque no de manera exacta se puede integrar a este modelo los sistemas digestivo, pulmonar y renal, cerebro, corazón y glándulas de secreción interna. Es aproximadamente el 10% del peso corporal, constituido por el agua plasmática intersticial e intracelular fácilmente accesible, y se representa por la sangre circulante.
- El periférico sin embargo retiene el tóxico a distintas concentraciones (modelos bi- o multicompartimentales). En este modelo se integran el tejido adiposo, muscular y cutáneo. Es el 70% del peso. Puede subdividirse en superficial y profundo.

El número de compartimentos se puede distinguir según dos criterios fundamentales:
- Riego sanguíneo: como los tóxicos son transportados por la sangre, los órganos más vascularizados recibirán y eliminarán los productos con mayor velocidad y cantidad.
- Características físico-químicas: dependiendo de los coeficientes de reparto y la capacidad del producto para unirse con proteínas o lípidos tisulares.

Sabiendo esto, los diferentes compartimentos que hacen de depósito de los xenobióticos serán:
1. Proteínas plasmáticas circulantes
2. Proteínas tisulares o intracelulares
3. Ácidos nucleicos
4. Lípidos celulares

Los tres primeros retienen el tóxico por absorción, mediante enlaces relativamente estables (enlace iónicos, de hidrógeno, etc.). Sin embargo los lípidos celulares los xenobióticos se disuelven conforme a su coeficiente de reparto y re retienen por enlaces no-iónicos y fuerzas de Van der Waals.
También hay que tener en consideración los compartimentos fisiológicos que se refieren a un órgano o tejido en concreto, es decir que ofrecen una unidad de volumen, flujo sanguíneo, y características de solubilidad de cada xenobiótico. Dentro de estos compartimentos se encuentran:
- Sección vascular, que permite la irrigación sanguínea y la excreción.
- Contenido intracelular (células propias del órgano)
- Espacio intersticial ocupado por líquido acuoso

Sabiendo esto se pueden estimar los siguientes compartimentos:
- Plasma, hematíes
- Órganos bien irrigados: riñón, corazón, hígado pulmón y aquellos cuya característica es la proporción de lípidos: cerebro y medula espinal
- Tejidos poco irrigados: piel, músculos y tejido adiposo
- Tejidos con irrigación mínima: huesos, dientes, pelos, uñas y cartílagos.

Sin embargo en la práctica toxicológica se reducen a 4: sangre, vísceras muy irrigadas, tejido adiposo y, huesos, pelos y uñas.

## Procesos de tránsito
El tránsito por el organismo de un producto tóxico experimenta numerosas transformaciones bioquímicas (absorción, distribución, fijación y excreción). Estos ciclos se estudian bajo el nombre de toxicocinetica.

### Mecanismos de absorción
La absorción consiste en el medio por el cual el tóxico atraviesa membranas y capas de células hasta llegar al torrente sanguíneo. Vías de entrada de xenobióticos ordenados según la velocidad de absorción y distribución:
- Intravascular (intraarterial e intravenosa)
- Inhalatoria (alveolos, tracto superior)
- Mucosa (sublingual, vaginal, nasal, ocular)
- Rectal (inferior y superior)
- Intraperitoneal (sustancias hidrosolubles)
- Intramuscular
- Subcutánea y Percutánea
- Oral

Las sustancias atraviesan membranas biológicas por filtración, difusión, transporte y endocitosis (pinocitosis y fagocitosis).
1. Filtración: paso por los poros o membranas dependiendo de la presión y del gradiente de concentración (pasando la sustancia de donde está más concentrada a donde está más diluida). Existen una serie de condiciones para la filtración como la liposubilidad, los tejidos biológicos presentan poros de distinto tamaño y que el tamaño de la partícula ha de ser menor a la del poro.
2. Difusión: disolución de los constituyentes grasos de la membrana, en esta también depende del gradiente de concentraciones. Tanto este mecanismo como el de filtración son mecanismos pasivos (no consumen energía)
3. Transporte: puede ser por difusión facilitada o transporte activo dependiendo de cómo sea el paso a través de la membrana:
4. Difusión facilitada es un mecanismo de transporte de sustancias, sin gasto de energía (mecanismo pasivo) que utiliza como mediador una proteína transportadora, que de forma específica para cada sustrato, se unen a una molécula de este y mediante un cambio de conformación molecular y posterior liberación ayudan al sustrato a pasar de un lado a otro de la membrana.
5. Transporte activo mecanismo celular con consumo de energía por medio de hidrólisis de ATP y en por medio del cual algunas moléculas tienen la capacidad de atravesar la membrana celular en contra de un gradiente de concentración, es decir, desde una zona de baja concentración a otra de alta concentración, con el consecuente gasto de energía. Por ello a este sistema se le denomina “Bombas”. Las más interesantes son las llamadas “bombas de expulsión” las cuales, mediante moléculas transportadoras y consumo de ATP, extraen sustancias de la célula al espacio extracelular. Ejemplos de tales moléculas son el de la “bomba de expulsión de conjugados, la “bomba de expulsión de fosfolípidos”, etc. Estas proteínas son abundantes en el hígado (en la membrana canalicular del hepatocito), intestinos, riñón, pulmón, placenta, etc. En los testículos, en las células de Sertoli y las de Leydig, realizan una importante función protectora al evacuar tóxicos, como plaguicidas orgánicos halogenados.
6. Endocitosis: mediante invaginación de la membrana plasmática engloba moléculas y partículas en un proceso dependiente de ATP y de iones de calcio.

### Distribución
Una vez entre el tóxico en la sangre, esta lo distribuye por todo el cuerpo. Algunos xenobióticos son transportados disueltos en agua plasmática que se unen a iones o moléculas pequeñas. Las moléculas apolares o liposolubles se unen a las lipoproteínas α y β por disolución en el componente lipídico. Otras sustancias y elementos, como el plomo, se transportan fijados al estroma de los hematíes.
Las proteínas plasmáticas (circulantes) y las tisulares (tanto en la superficie como intracelulares) fijan la mayoría de los xenobióticos por absorción, mediante enlaces estables pero reversibles, de carácter iónico, enlaces de hidrógeno, ion/dipolo, fuerzas de Van der Waals. En toxicología tienen especial interés las proteínas ceruloplasmina (Cu), transferrina (Fe) y metalotioneína (Cd, Zn, Pt,…).
Concretando sobre la ceruloplasmina, según Mercer, el cobre de la dieta atraviesa la membrana plasmática gracias a la intervención de una enzima ATPasa tipo P (ATP7A) y penetra en la vena porta que lo lleva al hígado. El déficit de ATP7A, provoca la pérdida de cobre con las heces o su acumulación en el intestino y deficiencia en el feto, para cuya penetración se necesita de dicha enzima y, consecuentemente, retraso mental y anormalidades en tejido conjuntivo originándose lo que se conoce como enfermedad de Menkes. En el hígado hay una ATP7B que participa en la salida del ion hacia la bilis y la sangre. En esta el cobre es transportado por la ceruloplasmina y circula en el cerebro gracias a la ATP7A y en la glándula mamaria por la ATP7B. La deficiencia de esta última da lugar a acumulación, por retención, en hígado y, degeneración hepática y neuronal, en lo que se conoce como enfermedad de Wilson o degeneración hepatolenticular. Por tanto cuando por causas genéticas, hereditarias, un individuo posee insuficiente dotación de estas proteínas, el cobre absorbido normalmente con los alimentos no se transporta apropiadamente y se deposita en distintos órganos, ocasionando las enfermedades citadas.
La fijación de los xenobioticos a las proteínas plasmáticas normalmente es reversible porque son uniones débiles energéticamente y raramente covalentes.
El principal factor para la distribución del tóxico es la irrigación sanguínea de los distintos órganos. Así, el cerebro, que constituye solo el 2% del peso corporal, recibe el 16% del envío cardíaco.
La velocidad de entrada de un xenobiótico en los diferentes tejidos depende de la velocidad relativa de la sangre. El paso del xenobiótico desde la sangre a los tejidos se rige por los mismos mecanismos que la absorción. La difusión a través de la membrana capilar obedece al gradiente de concentración del xenobiótico libre y a la pequeñez de la molécula, siendo así que las moléculas liposolubles penetran rápidamente en los tejidos debido al coeficiente de partición lípido/agua.

### Localización, acumulación o fijación
Los xenobióticos se distribuye a través de la sangre a todos los tejidos del organismo que los retiene de dos formas:
- En los tejidos sensibles al fármaco
- En los tejidos de acumulación, o almacenamiento

La sangre arterial aporta la sustancia a los organismos y la venosa los extrae. Las prioridades físicas y químicas, como el coeficiente de partición en el primer caso y la afinidad en el segundo dan lugar a la acumulación de los tóxico en el organismo. Como ejemplo vemos que los compuestos organoclorados y disolventes apolares se retienen en el tejido nervioso y adiposo, por la liposubilidad; el plomo y el flúor en los huesos debido a la interferencia con el ion Ca; el arsénico en pelos y uñas, por la fijación en sus proteínas con gran proporción de aminoácidos azufrados; el mercurio en el riñón, etc.

### Eliminación
La eliminación de los tóxicos se produce por vía urinaria, bilis y heces mayoritariamente. Menores cantidades se eliminan por sudor y saliva.

#### Excreción renal
Es el mejor sistema de eliminación. Se realiza por tres mecanismos fundamentalmente:
- Filtración glomerular: la condición esencial para la salida de sustancias son: tamaño molecular limitado, escasa unión a proteínas y solución en agua (polaridad). Los poros del glomérulo poseen un diámetro del orden de 70nm que permite el paso de sustancias de peso molecular de hasta 70.000, como la albúmina. Por ello en condiciones normales, no pueden salir con la orina ni las proteínas plasmáticas ni los tóxicos unidos a ellas, por ello solo debe filtrarse agua y sustancias disueltas.

- Secreción tubular activa: esta mediado por “transportadores” de elementos polares, aun en contra del gradiente, desde la sangre a la orina. Constituyen sistemas especializados para sustancias ácidas y básicas.

- Reabsorción tubular activa: las sustancias muy liposolubles se reabsorben al pasar por el riñón. Las sustancias ionizadas, que no se reabsorben se eliminan por la orina. El pH influye en el fenómeno, esto es porque la eliminación por difusión de xenobioticos ionizables, como ácidos débiles, sea mayor cuando la orina está alcalina ya que entonces la reabsorción es mínima.

#### Excreción biliar y ciclo enterohepático
A través de la bilis, el hígado excreta sustancias de elevado peso molecular, ya sean polares o apolares, no ionizadas, cationicas o anionicas. Desde la bilis siguen un camino diferente y se excretan finalmente en las heces la fracción no reabsorbida. Sin embargo, el tóxico una vez en el intestino puede volver a ser absorbido y esto implicaría lo que se llama “ciclo enterohepático” que es lo que se conoce como el retraso de la eliminación del tóxico por las heces y vuelve a provocar el efecto...

#### Excreción y ciclo salivar
La secreción de la saliva es incrementada o disminuida por numerosos agentes tanto físicos (calor), químicos (sabores ácidos o salados), farmacológicos (colinérgicos o anticolinérgicos), como psicológicos (imaginación de sensaciones agradables o desagradables), lo que influye en la concentración de los xenobióticos en ella. La excreción de los xenobióticos en la saliva varía según el pH de esta, por ejemplo en relación saliva/plasma:
- Menor que 1 para compuestos ácidos
- Igual a 1 para las neutras o ácidas y básicas débiles
- Mayor que 1 para sustancias básicas

La presencia en la saliva de sales metálicas como Plomo, Mercurio, etc, forman depósitos de sulfuro que origina, en personas poco higiénicas, depósitos oscuros en los dientes, y esto es lo que se conoce como ribete de Burton (ribete gingival).

### Redistribución post mortem
En el estómago de un cadáver si se introduce un líquido, puede pasar a la sangre, así como sustancias que estaban en la sangre o en los órganos pueden pasar de un compartimento a otro.
Después de la muerte, las sustancias pueden emigrar como consecuencia de dos mecanismos de difusión: uno a lo largo de los vasos sanguíneos y otro a través de las paredes de los órganos hacia las zonas próximas (difusión post mortem).

## Cinética de absorción
La velocidad con la que se produce la absorción corresponde con dos órdenes cinéticos diferentes:
- La velocidad es constante e independiente de la cantidad de producto que queda por absorber: cinética de orden cero.
- La velocidad es decreciente, pues es función del xenobiótico presente o restante por absorber: cinética de primer orden o exponencial. El la cumplida por la mayoría de los xenobióticos.

## Distribución o transporte
Partiendo de la situación en la que el xenobiótico está ya en sangre, ésta lo transporta y distribuye por todos los tejidos corporales. Este transporte depende de la irrigación de los xenobióticos y del coeficiente de reparto de la sustancia.
El modelo más sencillo es el modelo monocompartimental abierto. Se acepta que la distribución del xenobiótico se produce de forma instantánea a todos los fluidos y tejidos del organismo y se considera que los cambios en la sangre se reflejan cuantitativamente en los otros fluidos y tejidos.
En los procesos reversibles de primer orden, la transferencia de un fármaco se rige por la primera ley de Fick, según la cual el flujo es directamente proporcional al gradiente de concentraciones.

### Tipos de compuestos
Según las características fisicoquímicas de los xenobióticos, podemos diferenciar varios grupos según sea su comportamiento en la fase de distribución:
- Productos hidrófilos: una vez en la sangre, se quedan en el compartimento central con una distribución prácticamente monocompartimental.
- Productos que pasan al compartimento periférico en escasa proporción y no se fijan allí. Experimentan una distribución bicompartimental en la que se alcanza rápidamente el equilibrio de concentraciones.
- Productos que se reparten entre ambos compartimentos y con poca fijación en tejidos periféricos. Este tipo de productos experimentan también una distribución bicompartimental.
- Productos que pasan fácilmente a compartimentos periféricos y se retienen allí en depósitos no acuosos en varios niveles. El volumen de distribución es superior al volumen de agua del organismo.

### Biodisponibilidad
La biodisponibilidad nos indica la velocidad y la cantidad relativa del fármaco que alcanza intacto la circulación general, es decir:
- La cantidad de principio activo disponible en el lugar de acción.
- La velocidad con que se hace disponible en este lugar.

Se distingue entre biodisponiblidad absoluta y relativa.
- La biodisponibilidad absoluta se determina comparando los niveles sanguíneos y la excreción urinaria posterior a una administración.
- La biodisponibilidad relativa compara los niveles hemáticos y/o urinarios de un producto con los de otro, absorbido por la misma vía.

Cuando dos productos, administrados en la misma dosis, presentan la misma biodisponibilidad, se dice que son bioequivalentes.
Consecuentemente, se define la biodisponibilidad como la fracción de la dosis absorbida que, en forma incambiada, alcanza lugares de acción llamados receptores. De forma matemática podemos expresarla de la siguiente manera:
B = D • ∑(F/I) TU
Donde D es el porcentaje de la dosis que puede transformarse en especies absorbibles; ∑(F/I) es la relación de sustancias que favorecen o inhiben la absorción, T el tanto por ciento del xenobiótico que es transportado, y U el porcentaje del transportado que es utilizado.

### Volumen aparente de la distribución
Es un espacio virtual de distribución homogénea, donde un fármaco desarrolla una cinética idéntica. Este concepto trata de significar la cantidad de agua corporal o de sangre que sería precisa para contener el fármaco presente en el cuerpo si éste estuviese repartido uniformemente a la misma concentración. Como este reparto se sabe que no es homogéneo el citado volumen es solo aparente y sería la relación entre la cantidad de xenobiótico en el cuerpo y su concentración en la sangre o en el plasma.
El volumen de la distribución depende del volumen del líquido en el que se disuelve el xenobiótico (lo que depende de cada producto y cada individuo) y de la fijación a los tejidos.
El volumen de distribución podemos calcularlo mediante la siguiente ecuación matemática:
Vd = Q0 / (Ke•Abc)
Donde Q0 es la cantidad administrada en un momento dado; AUC es el área bajo la curva de concentraciones hemáticas o plasmáticas (previamente desarrolladas para poder concluir en esta fórmula) y, Ke es una constante de eliminación.
Esta ecuación sirve para cualquier vía de administración que permita una absorción completa de la dosis teniendo en cuenta que el Vd cambia con las características fisicoquímicas del producto, unión a proteínas, función renal, metabolismo, etc.

## Cinética de eliminación
Son todos los procesos que contribuyen a disminuir la concentración de los xenobióticos en el organismo, como por ejemplo la destrucción metabólica (fundamentalmente hepática) del tóxico y su excreción por orina, heces, aliento, etc.
Normalmente los mecanismos de eliminación siguen una cinética de primer orden (exponencial), pero cuando las concentraciones del tóxico son grandes y saturan los mecanismos de eliminación, se cumple una cinética de orden cero (velocidad constante).
Matemáticamente podemos decir que para una eliminación con cinética de primer orden, el tiempo de eliminación (o de permanencia) es proporcional al logaritmo de la cantidad absorbida.

### Vida media de eliminación
La vida media de eliminación supone el tiempo necesario para que la cantidad acumulativa o la concentración se reduzcan a la mitad. Con ello podemos cuantificar la permanencia de un xenobiótico en el organismo. Podemos encontrarlo representado como t 1/2.
Este concepto debe referirse a la fase de eliminación o exponencial en que no hay absorción. Se calcula por:
t 1/2 = 0.693 / Ke
También podemos representarlo gráficamente mediante el diagrama de Wagner.

### Curvas de excreción urinaria
Se realizan a partir de muestras de orina tomadas a intervalos fijos, en las que se determina la cantidad de xenobióticos o metabolitos presentes y no su concentración.
Existen dos tipos de curvas:
1. Curvas directas: en ordenadas se representan las cantidades excretadas por unidad de tiempo. La cantidad excretada en un instante o un intervalo de tiempo es una función lineal de la cantidad que existe en el plasma en ese tiempo.
2. Curvas acumulativas: en ordenadas se representan las cantidades totales excretadas a intervalos de tiempo, obtenidas sumando al valor hallado en cada determinación todos los anteriormente obtenidos. Son ascendentes y su pendiente va disminuyendo con el tiempo hasta llegar a hacerse asintótica.

### Principio de meseta
Considerando simultáneamente los procesos de absorción y eliminación puede llegarse a conclusiones realmente interesantes para la toxicología. Esto es lo que se llama el principio de meseta y nos proporciona información sobre si el xenobiótico se acumula y cuándo esta acumulación lleva a concentraciones en el medio biológoco que lleguen a ser tóxicas.
Podrían darse varios tipos de combinaciones:
- Absorción y eliminación de orden cero: las velocidades de entrada y salida serían independientes de la cantidad de sustancia y sólo se produciría acumulación si, cuando se establezca el equilibrio de flujos de absorción y eliminación, la constante de entrada es mayor que la constante de salida.
- Absorción de orden cero y eliminación de primer orden: la velocidad de entrada es constante pero la velocidad de salida es proporcional a la cantidad acumulada en el momento de equilibrio de flujos.
- Absorción y eliminación de primer orden

Tras complejas consideraciones matemáticas podemos decir que, el tiempo en que se obtiene una concentración máxima en el organismo no depende de la dosis absorbida, sino de la constante de eliminación (es inversa a esta).
tmáx = 1/Ke

### Aclaramiento
Se refiere a la capacidad del cuerpo para eliminar un xenobiótico. Puede referirse a cada uno de los compartimentos corporales. Refleja la capacidad de excreción de cada vía o cada órgano, y es un importante parámetro farmacológico.
Por definición, es la cantidad de sangre o plasma liberada completamente del xenobiótico, en la unidad de tiempo. Se calcula como la relación entre la cantidad de sustancia eliminada por unidad de tiempo y la concentración sanguínea. Para la orina será:
Cl = (CU • V)/CP
donde CU es la concentración en orina, CP concentración en plasma y V es el volumen en orina por minuto.
Se ha demostrado que para cualquier órgano el aclaramiento viene dado según la siguiente ecuación:
Cl = F• [Clint / (F + Clint)]
donde F es el flujo sanguíneo en el órgano y Clintrínseco es el alacarmiento máximo del órgano.
El Cl depende del flujo y de la concentración del producto en la sangre a la entrada y salida; cuando el coeficiente de reparto es > 1.8 la dependencia es fuerte, pero cuando el coeficiente de reparto es < 0.2 es independiente. la capacidad de un órgano para eliminar (E) una sustancia, siendo CA su concentración en sangre arterial y CV en la venosa, sería:
E = [(CA - CV)/CA]
Y el aclaramiento:
Cl= F • [(CA - CV)/ CA]
Para los xenobióticos que realizan un primer paso por el hígado, el aclaramiento puede ser un índice del funcionamiento hepático. EL Cl total de un individuo es la suma de sus Cl parciales:
Cl sistemático = Clhepático + Clrenal + Clpulmonar + Cl...

## Factores que afectan a la toxicocinética
La toxicocinética no es una ciencia exacta y sus distintas fases pueden ser afectadas por numerosos factores.
Los fármacos que precisan ser hidrolizados en el cuerpo para activarse, dependen de la actividad de las estresas sanguíneas. En los niños prematuros y en los recién nacidos la actividad de estas enzimas es el 50-64% de la de los adultos.
En el embarazo la distribución de los fármacos está afectada porque también lo están las proporciones de agua intra y extracelular. Los cambios hormonales también afectan a la actividad y esto repercute en el aclaramiento.
Durante el desarrollo del feto, aumenta el volumen de distribución de la madre, así como la capacidad metabólica del feto y de la placenta. La fase del ciclo menstrual, el uso de anticonceptivos hormonales y los estados de menopausia y andropasia pueden alterar las concentraciones de los fármacos en el suero.
Otro factor que afecta grandemente es la absorción coordinada de distintas sustancias.

## Aplicaciones de la toxicocinética
1. Estimación de las velocidades de absorción, metabolismo y eliminación de los xenobióticos y el grado de unión de estos a las proteínas transportadoras.
2. Disminución de la biodisponibilidad de los tóxicos absorbidos y su aplicación terapéutica.
3. Recogida de determinaciones de los xenobioticos en muestras corporales para tener más bases científicas.
4. Cálculo de la capacidad límite del metabolismo o excreción de un tóxico
5. Estudio de la interacción de los xenobioticos entre sí y con los alimentos.
6. Detección de reacciones indeseables de los medicamentos
7. Ecotoxicologia: predicción de la acumulación y transferencia de compuestos químicos entre los seres vivos y el medio ambiente.